# Michał Jurkiewicz

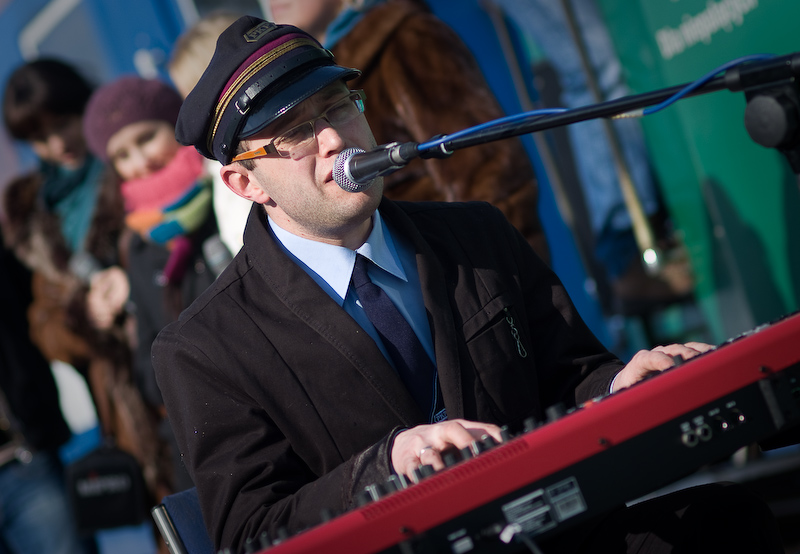
Premiera płyty Śrubki

Michał Jurkiewicz, pseud. Śrubka (ur. 27 września 1980 w Rzeszowie) – klawiszowiec, altowiolista, muzyk sesyjny, kompozytor, producent muzyczny, aranżer, multiinstrumentalista, miłośnik kolei.
Członek zespołu Grzegorza Turnaua, Jacka Królika oraz Anny Serafińskiej. Regularnie występuje jako muzyk sesyjny.
Pomysłodawca oraz lider projektu muzycznego Śrubki. Na jego autorskiej płycie Śrubki wystąpili m.in. Kuba Badach, Grzegorz Turnau, Zbigniew Wodecki, Dorota Miśkiewicz, Jacek Królik, Leszek Szczerba, Sławomir Berny. Premiera płyty odbyła się 22 lutego 2010 roku. Wcześniejsza koncertowa premiera odbyła się 29 listopada 2009 w Collegium Polonicum w Słubicach podczas 6. Międzynarodowego Festiwalu Piosenki Autorskiej transVOCALE. Przed koncertem rozdawany był singel zwiastujący płytę (zawierający utwory Kołysanka, Kolejowy szlak oraz Z wysokiego nieba).

## Dyskografia (niekompletna)

### Śrubki

#### Albumy
- 2010 Śrubki - Śrubki (data wydania: 22 lutego 2010[7][8])
- 2011 Z wysokiego nieba (kompilacja)[10]
- 2012 Gra mandolina - Michał Jurkiewicz i Śrubki (data wydania: 22 maja 2012[11])[12]
- 2022 Na tęgi mróz... - Michał Jurkiewicz i Basia Gąsienica Giewont (data wydania 15 grudnia 2022)[13]
- 2023 Ludzie ptaki (data wydania 12 lipca 2024)[14]

#### Single
- 2009 Śrubki wydanie specjalne Kraków-Słubice (Kołysanka, Kolejowy szlak oraz Z wysokiego nieba) - Śrubki
- 2010 Kolejowy szlak
- 2010 Kołysanka (gościnnie Dorota Miśkiewicz i Kuba Badach)
- 2012 Cierpliwe anioły[15]

#### Teledyski
- 2010 Piosenka świąteczna[16]
- 2012 Piosenka o drezynie[17]
- 2012 Na niepogodę[18][19]
- 2012 Taka noc[20][21]
- 2015 Sroga zima

### Jako muzyk sesyjny, aranżer i producent
- 2005 11:11 - Grzegorz Turnau
- 2005 Kraków-Saloniki - Andrzej i Maja Sikorowscy
- 2006 Historia pewnej podróży - Grzegorz Turnau
- 2008 Astrid Lindgren - Ewa Bem, Grzegorz Turnau
- 2008 Introspekcja - Krzysztof Napiórkowski
- 2008 Hey Jimi - Polskie gitary grają Hendrixa: "Crosstown Traffic", "Angel"
- 2009 Sprawa rodzinna - Andrzej i Maja Sikorowscy
- 2010 Markowski & Sygitowicz - Grzegorz Markowski i Ryszard Sygitowicz
- 2010 Pop - Czesław Śpiewa
- 2010 Platynowa - Zbigniew Wodecki

### Jako kompozytor spektakli muzycznych
- 2013 – musical "Bajka o jazzie"
- 2016 – operetka dla dzieci - "W Królestwie Muzyki"
- 2017 – musical "Fidelitas - Suita Lubelska"